# Tätigkeitsabzeichen
Das Tätigkeitsabzeichen der Bundeswehr kennzeichnet den aufgrund einer nachgewiesenen Ausbildung und fachbezogenen Verwendung erreichten Ausbildungs- und Erfahrungsstand des Soldaten an der Uniform. Es wird in drei Stufen in der Regel an Soldaten ab dem Dienstgrad Unteroffizier verliehen; länger dienende Mannschaften können das Tätigkeitsabzeichen nach Erreichen der Ausbildungshöhe 7 erhalten. Zu den Sonderabzeichen siehe Liste von Zugehörigkeits- und Funktionsabzeichen.

## Tätigkeitsabzeichen der Bundeswehr

### Streitkräftegemeinsame Tätigkeitsabzeichen

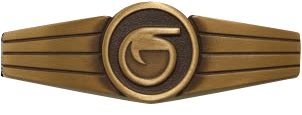
ABC-Abwehr- und Selbstschutzpersonal
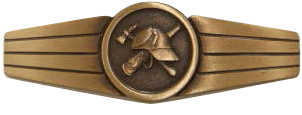
Brandschutzpersonal
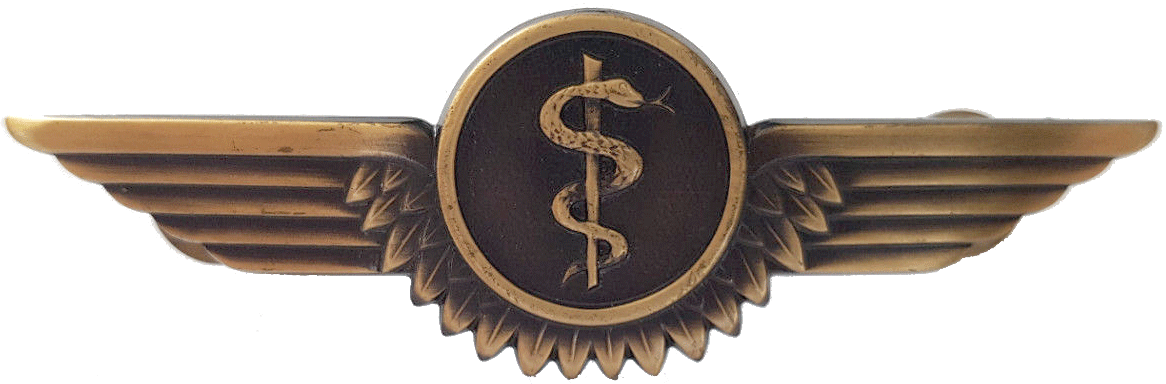
Fliegerarzt
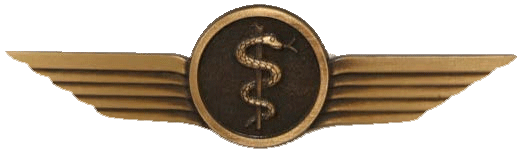
Flugmedizinisches Assistenzpersonal
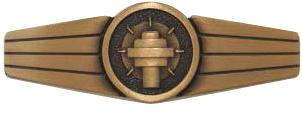
Flugsicherungskontrollpersonal
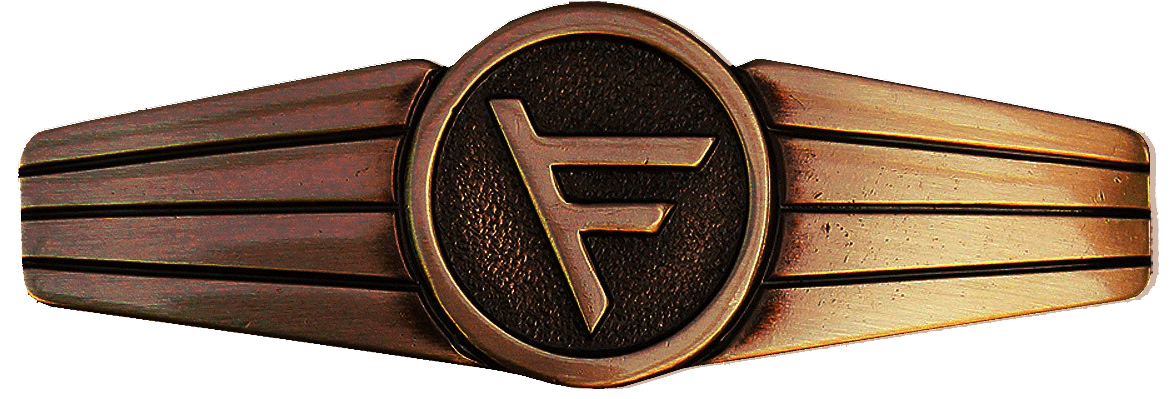
Führungsdienstpersonal
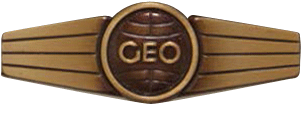
Militärgeographisches Personal
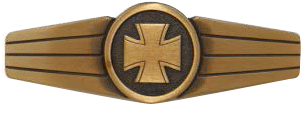
Kompaniefeldwebel/ Schiffs-/ Geschwaderwachtmeister
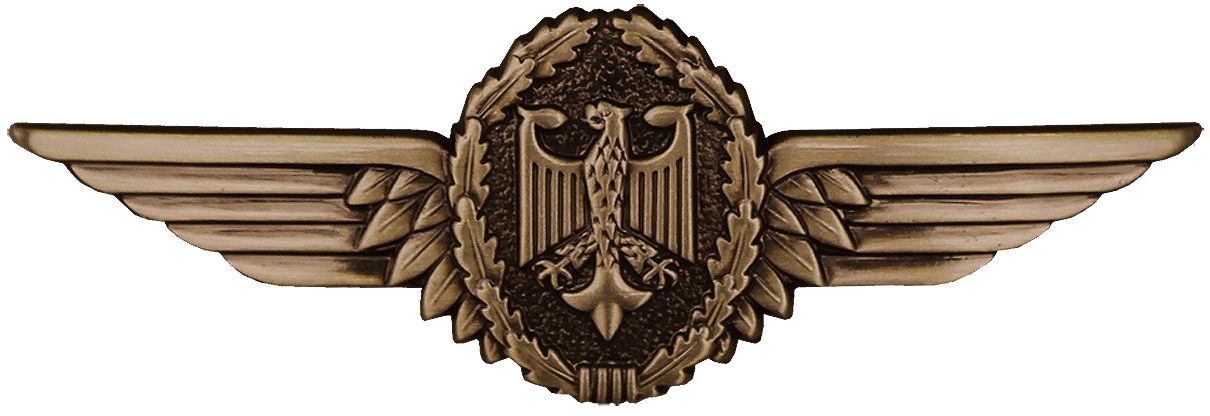
Fliegerischer Dienst – Militärluftfahrzeugführer
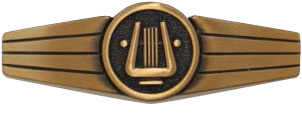
Militärmusikpersonal
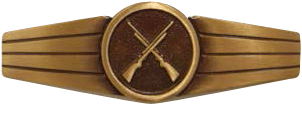
Personal der Sicherungstruppe
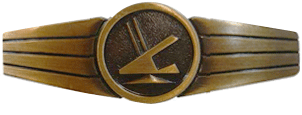
Sicherungspersonal**
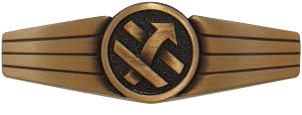
Personal des Aufgabenbereichs für Operative Kommunikation der Bundeswehr
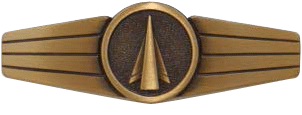
Raketen- und Flugkörperpersonal
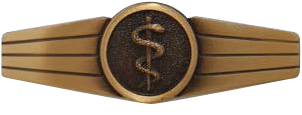
Sanitätspersonal
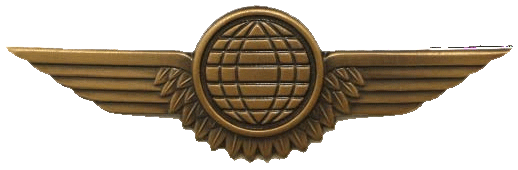
Ständige Luftfahrzeugbesatzungsangehörige
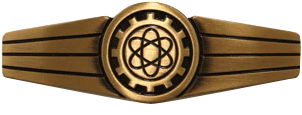
Technisches Personal
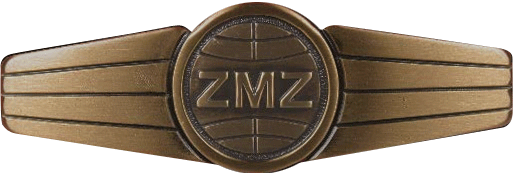
Verwendung in der Zivil-Militärischen Zusammenarbeit*
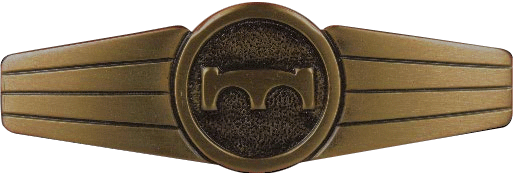
Pioniere*
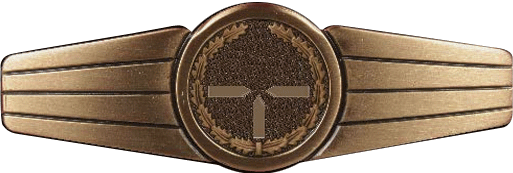
Scharfschütze
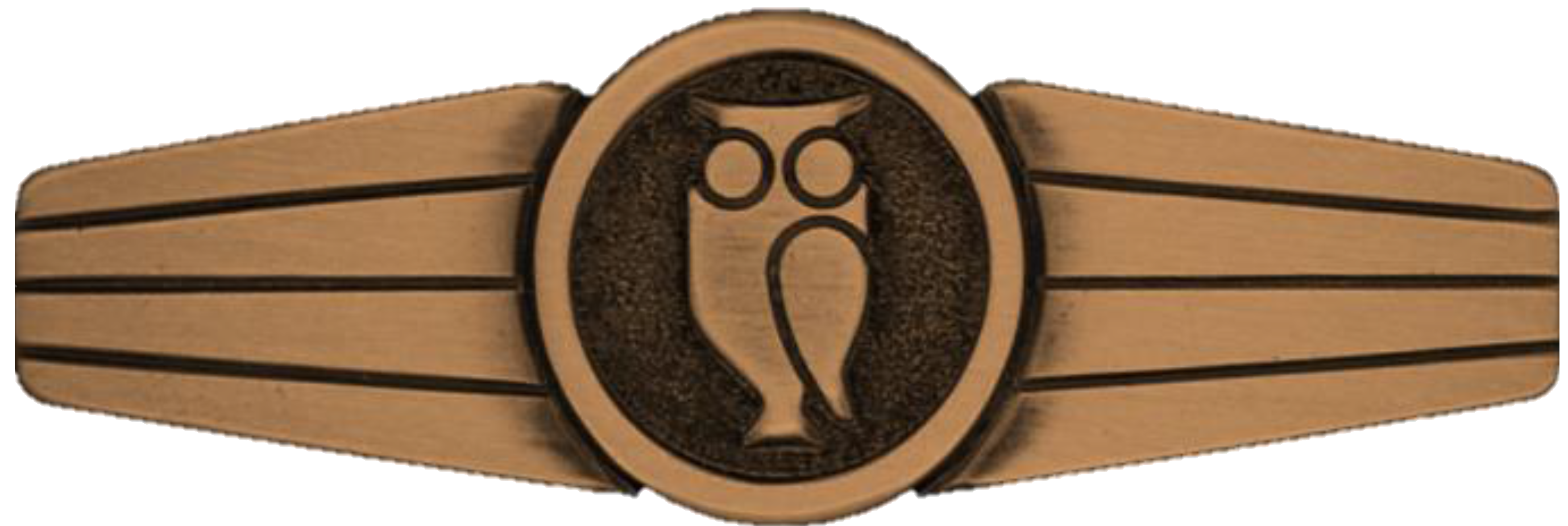
Militärisches Nachrichtenwesen
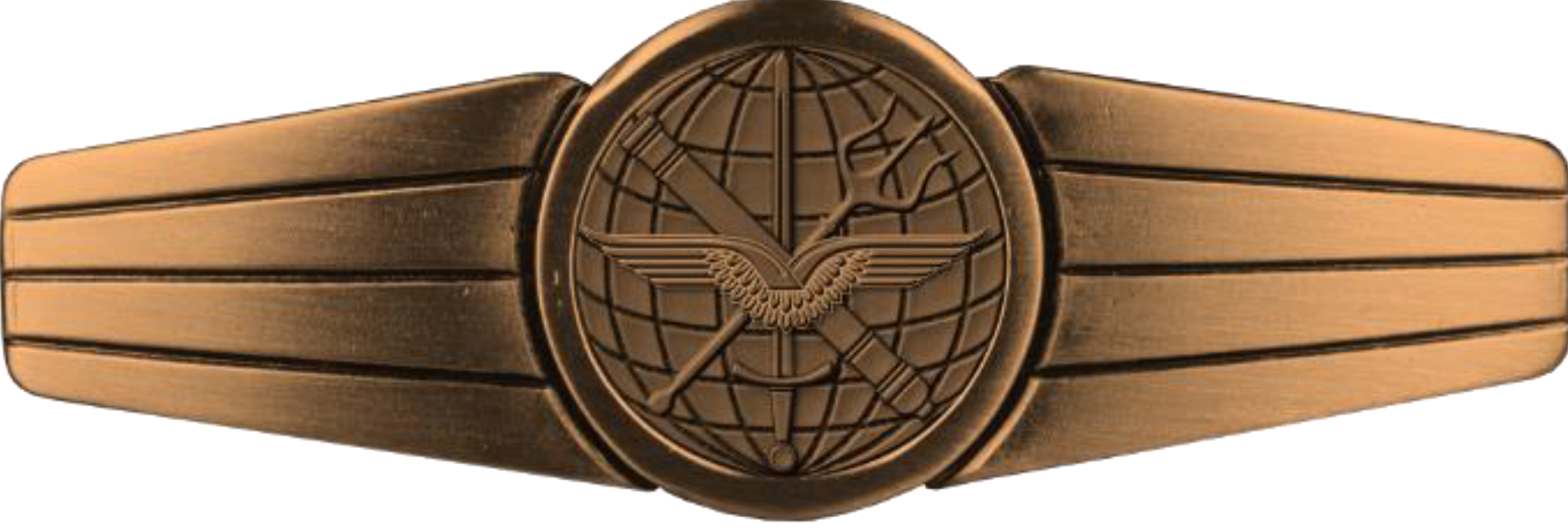
Streitkräftegemeinsame Taktische Feuerunterstützung
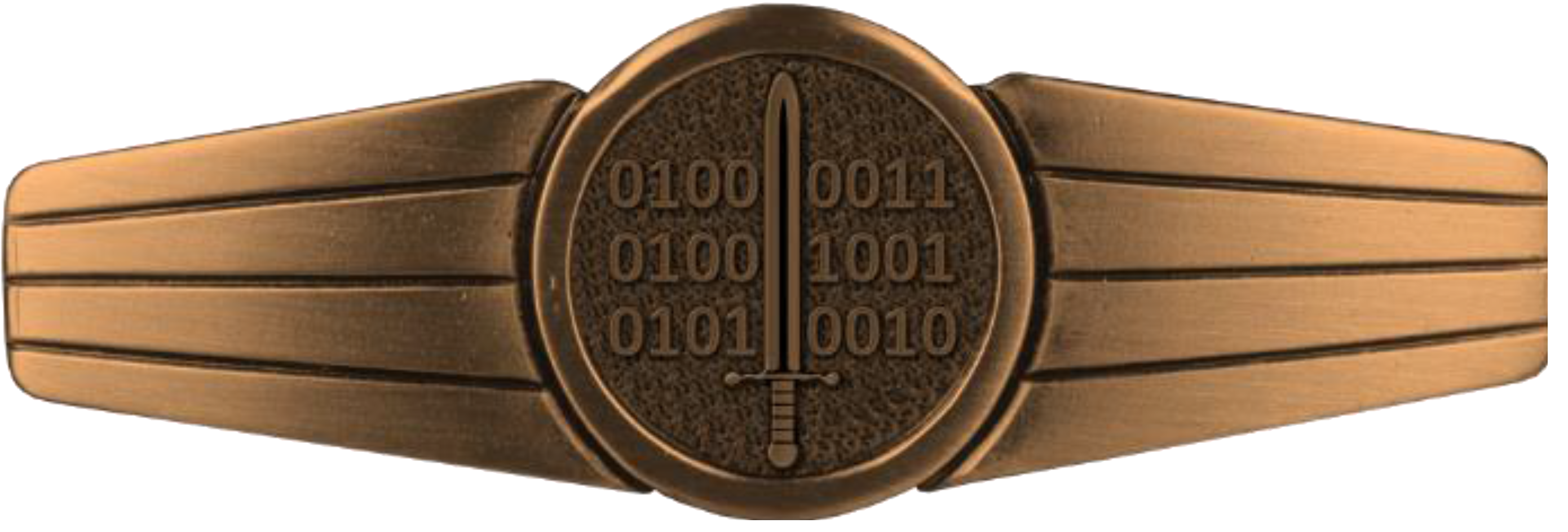
Cyberoperationen
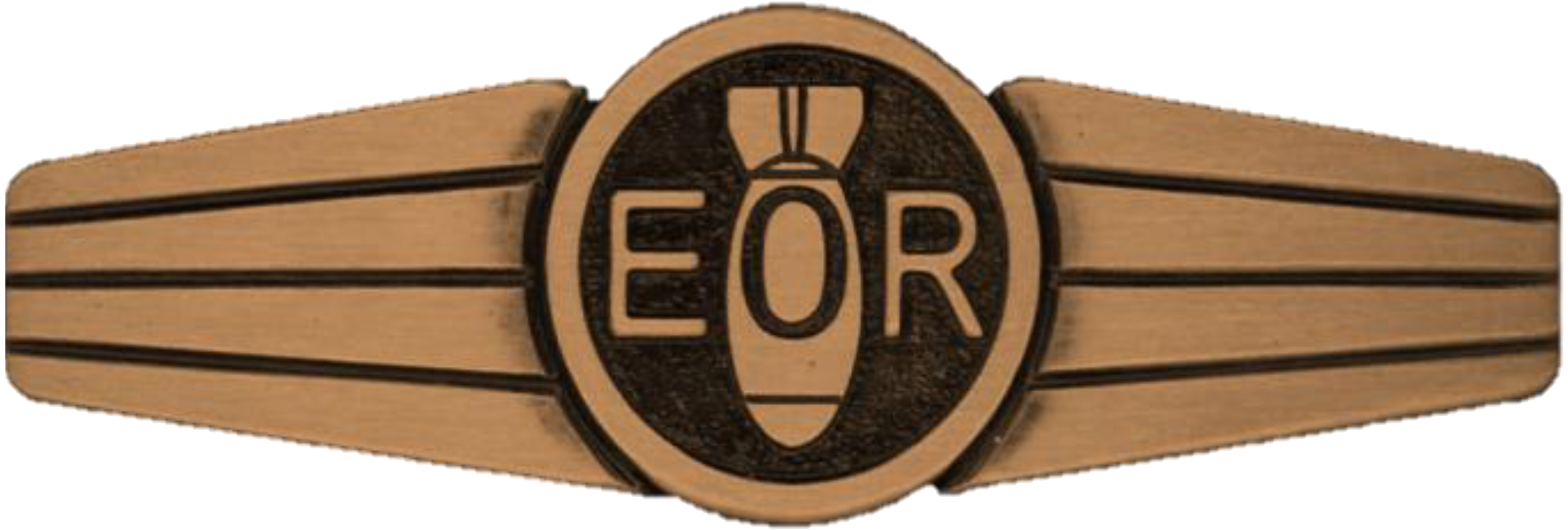
Munitionsaufklärung (Explosive Ordnance Reconnaissance)
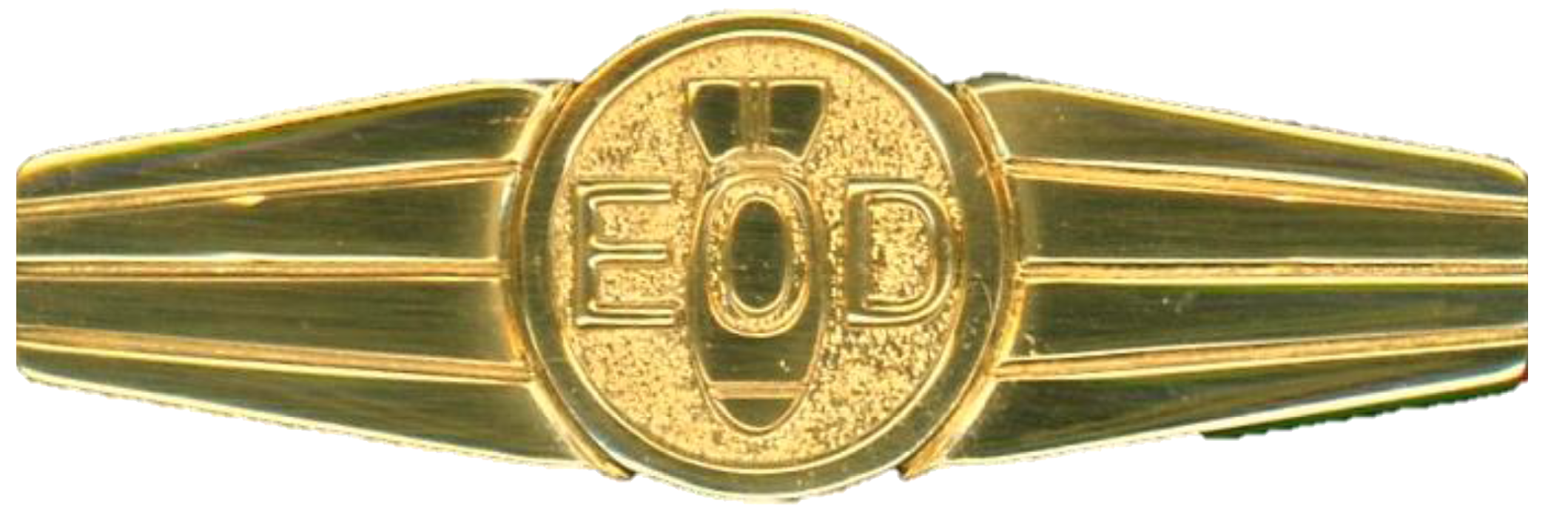
Kampfmittelbeseitigung (Explosive Ordnance Disposal)

*: Diese Tätigkeitsabzeichen wurden Anfang Oktober 2017 vom Bundespräsidenten neu genehmigt.

**: Dieses Tätigkeitsabzeichen wird nicht mehr vergeben, es darf jedoch weiterhin getragen werden.

### Tätigkeitsabzeichen des Heeres

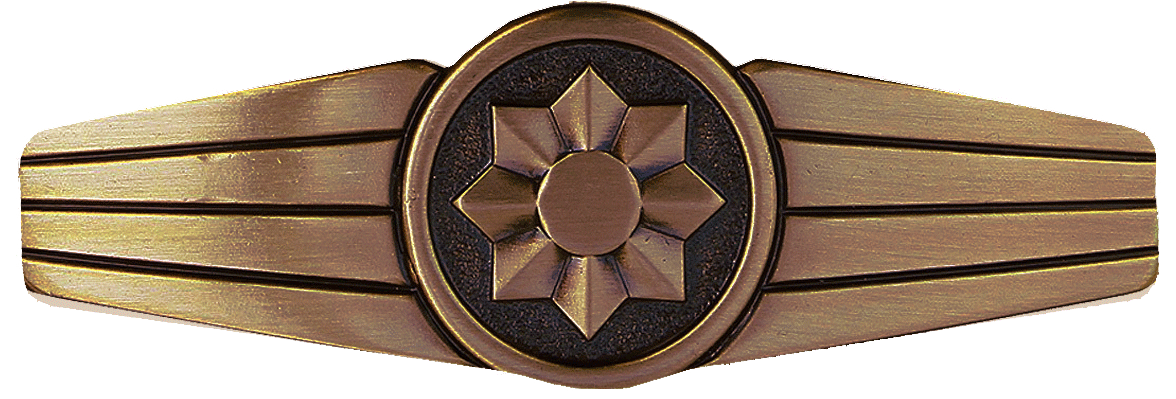
Feldjäger
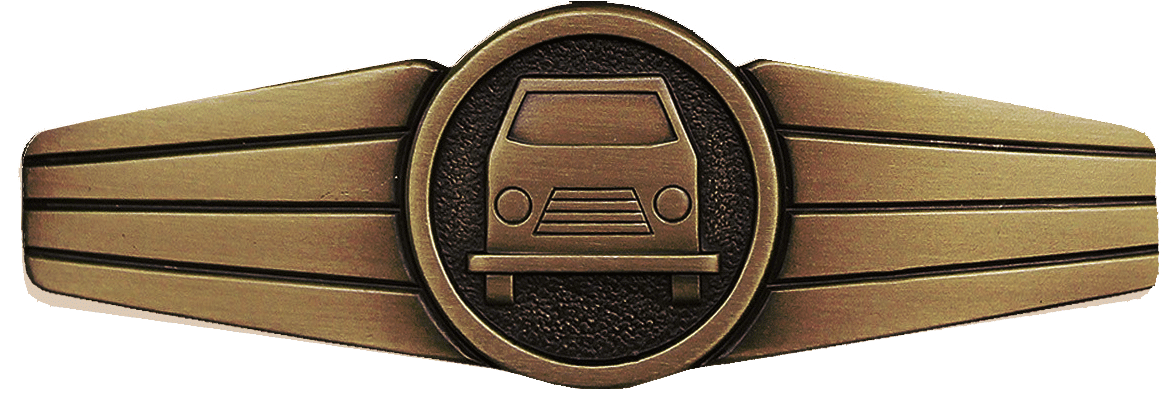
Kraftfahrpersonal
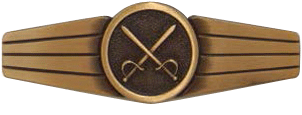
Personal im allgemeinen Heeresdienst
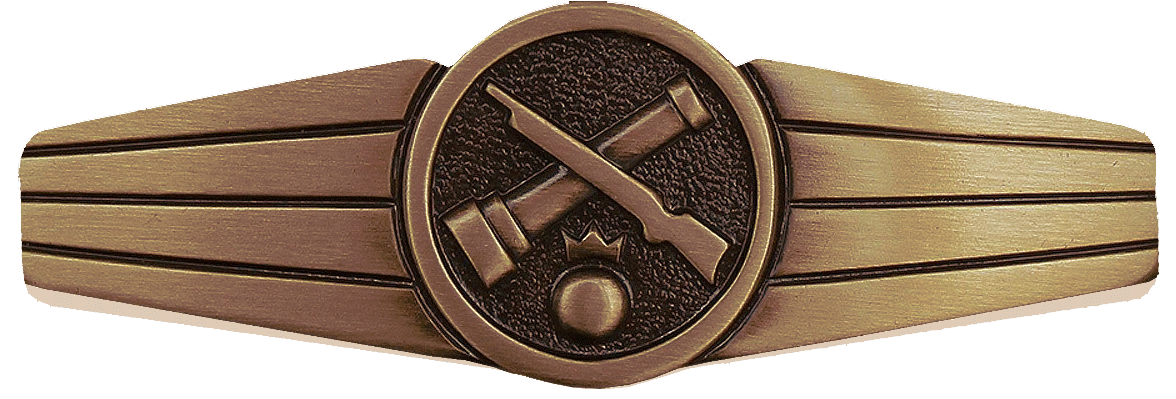
Rohrwaffenpersonal
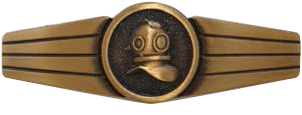
Taucher
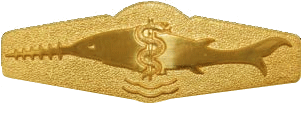
Taucherarzt
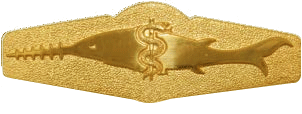
Tauchmedizinisches Assistenzpersonal
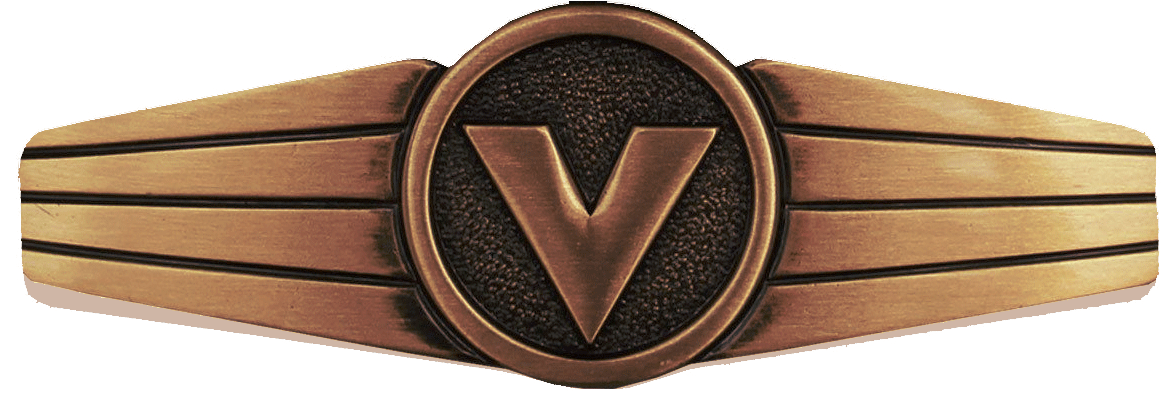
Versorgungs- und Nachschubpersonal

### Tätigkeitsabzeichen der Luftwaffe

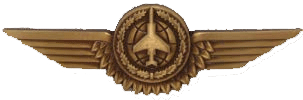
Kampfbeobachter (Waffensystemoffizier)
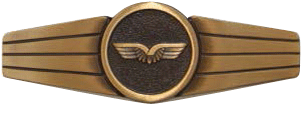
Personal im Stabsdienst
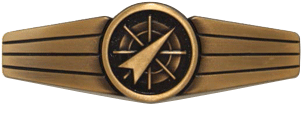
Radarleitpersonal (Einsatzführungsdienst der Luftwaffe)
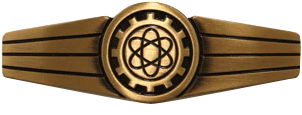
Versorgungspersonal

### Tätigkeitsabzeichen der Marine

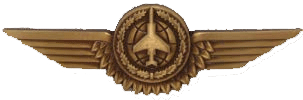
Kampfbeobachter (Waffensystemoffizier)
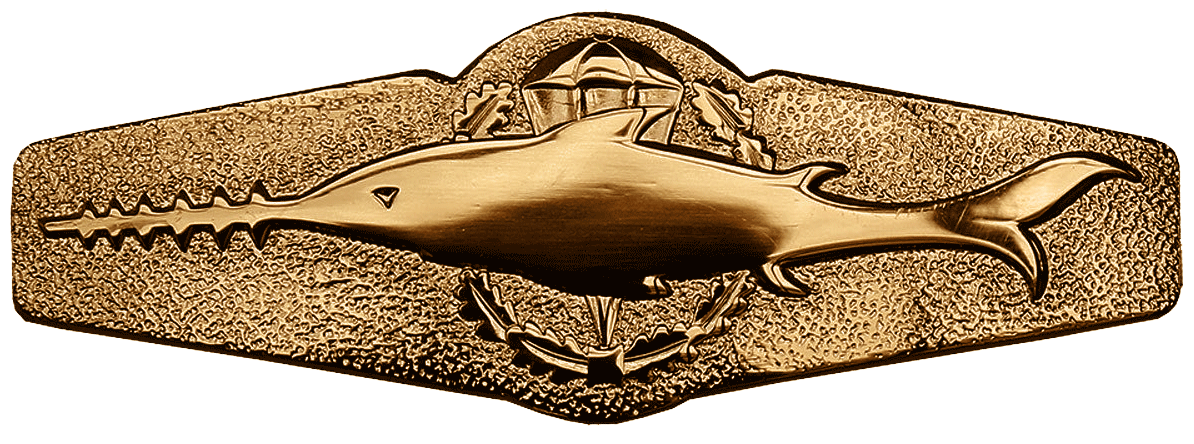
Kampfschwimmer
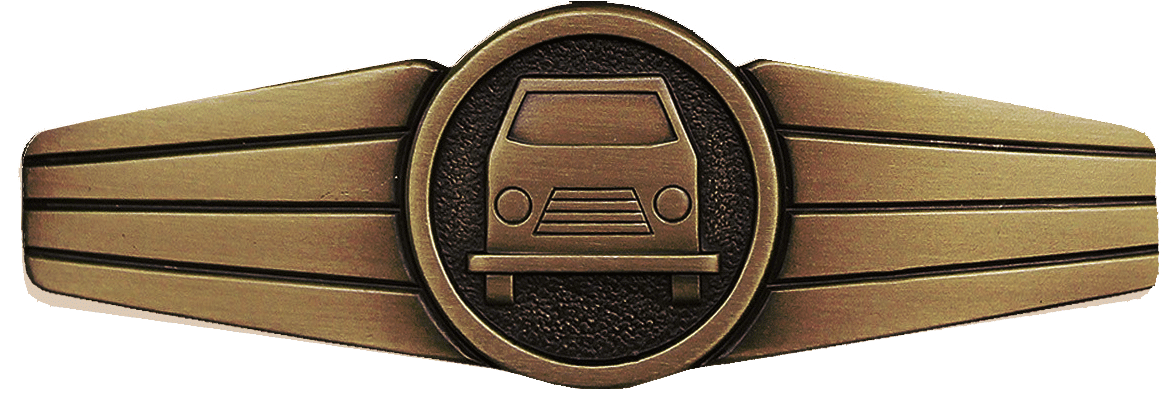
Kraftfahrpersonal
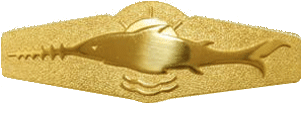
Minentaucher
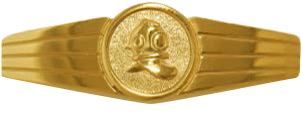
Schiffstaucher Atemluft-Helmtauchgerät (AHG)
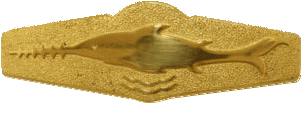
Schwimmtaucher
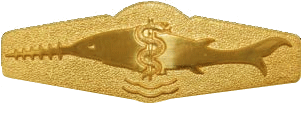
Taucherarzt
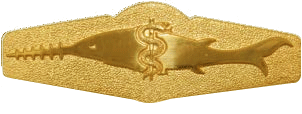
Tauchmedizinisches Assistenzpersonal
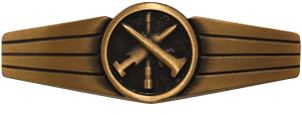
Überwasserwaffenpersonal
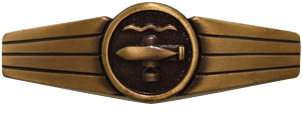
Unterwasserwaffenpersonal
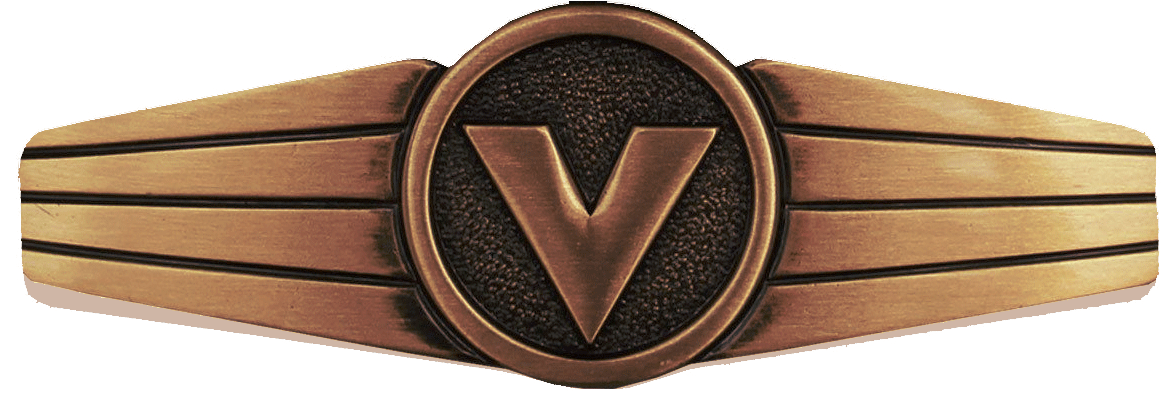
Versorgungs- und Nachschubpersonal
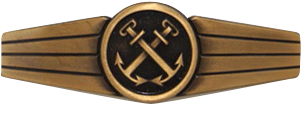
Personal im allgemeinen Marinedienst

## Stufen

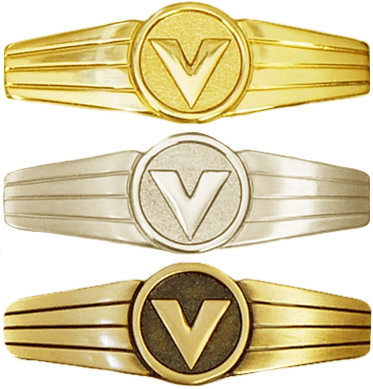
Tätigkeitsabzeichen „Versorgungs- und Nachschubpersonal“ in Gold, Silber und Bronze

Im Allgemeinen werden Tätigkeitsabzeichen in drei Stufen verliehen:
| Stufe I   | Bronze | nach 6 Monaten Dienstzeit in fachbezogener Verwendung |
| Stufe II  | Silber | nach 5 Jahren in fachbezogener Verwendung             |
| Stufe III | Gold   | nach 10 Jahren in fachbezogener Verwendung            |
Es können aber auch zusätzliche Voraussetzungen erforderlich sein (z. B. Lizenzen beim Radarleitpersonal). Als fachbezogene Verwendung gilt auch die Ausbildungszeit für die Fachtätigkeit.
Für Reservisten gilt generell ein Jahr als erfüllt, wenn 14 oder mehr Dienstleistungstage im Kalenderjahr, unabhängig von der eigentlichen Dauer der einzelnen Dienstleistungen, in fachbezogener Verwendung abgeleistet werden.

## Trageweise
Es können bis zu zwei Tätigkeitsabzeichen auf der rechten Brustseite über der Brusttasche des Dienstanzuges, davon ein ausländisches, getragen werden. Werden Sonderabzeichen wie Tätigkeitsabzeichen getragen, zählen diese in die Zählung mit ein. Ein ausländisches Tätigkeitsabzeichen wird dabei unterhalb des deutschen getragen.

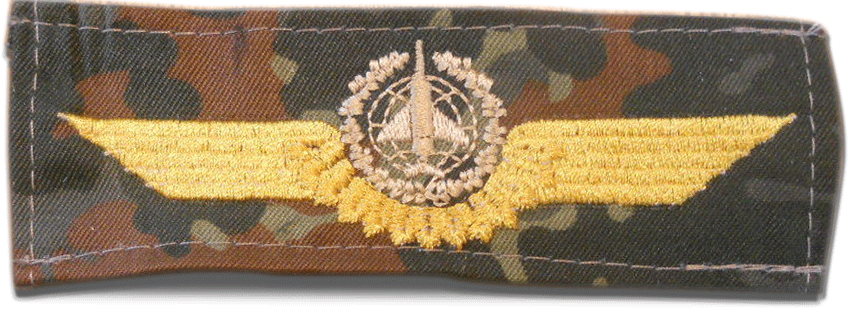
Tätigkeitsabzeichen Textil für den Feldanzug

Für den Feldanzug ist eine analoge Trageweise vorgesehen. Bei den Textilvarianten der Tätigkeitsabzeichen erfolgt die Unterscheidung der Leistungsstufen Bronze, Silber, Gold durch Hervorhebung einzelner Elemente im Abzeichen. „Am Kampfanzug dürfen auch schwarze Abzeichen auf olivfarbenem bzw. graubeigen Grundtuch getragen werden.“

## Weblink
- Zentralvorschrift A1-2630/0-9804 – Anzugordnung für die Soldatinnen und Soldaten der Bundeswehr (Version 2.1). (PDF) In: Bundeswehr. Zentrum Innere Führung, 1. Oktober 2019.